# 난 나콘 공항
난 나콘 공항(태국어: ท่าอากาศยานน่านนคร, 영어: Nan Nakhon Airport, (IATA: NNT, ICAO: VTCN) 또는 이전에 난 공항(태국어: ท่าอากาศยานน่าน, 영어: Nan airport)이라고 불리던 난 나콘 공항은 태국의 난의 수도인 난을 서비스한다. 항공편은 방콕 - 돈므앙(DMK)과 치앙마이(CNX) 두개 목적지에서만 이용할 수 있다.
2014년에 공항 도로의 더 아래쪽에 있는 새로운 터미널이 이전 터미널을 대체했다. 여전히 같은 활주로가 사용된다. 도착과 출발 시, 승객들은 터미널에서 연장되는 경사로가 없기 때문에 터미널이나 비행기로 걸어가야 한다.

## 항공사 및 목적지
| 항공사          | 목적지       |
| --------------- | ------------ |
| 타이 에어아시아 | 방콕(돈므앙) |